# Jane McNeill
Pour les articles homonymes, voir McNeill.
Jane McNeill (née le 21 juin 1966  à Whiteville en Caroline du Nord, États-Unis) est une actrice américaine connue notamment pour son rôle dans la série télévisée The Walking Dead.

## Filmographie

### Cinéma
- 2012 : Meurtres à Charlotte de Millicent Shelton : Vikki Luby
- 2012 : The Bay de Barry Levinson : 1re victime
- 2013 : Prisoners de Denis Villeneuve : infirmière
- 2013 : The Last of Robin Hood de Richard Glatzer et Wash Westmoreland : Cynthia Gould
- 2013 : Dallas Buyers Club de Jean-Marc Vallée : Francine Suskind

- 2013 : Don't Know Yet de Terry Lineham : Roberta
- 2014 : The Devil's Hand de Christian E. Christiansen : la mère de Sarah
- 2015 : Under Pressure de Anna Boden et Ryan Fleck : 'Bloody Mary' Kate
- 2015 :  Magic Mike XXL de Gregory Jacobs : Mae
- 2015 : Well Wishes de Anderson Boyd : la mère de Penelope
- 2018 : American Animals de Bart Layton : Mrs. Reinhard
- 2018 : An L.A. Minute de Daniel Adams : Tappy
- 2018 : Venom de Ruben Fleischer : serveuse
- 2019 : The Highwaymen de John Lee Hancock : Emma Parker

### Télévision
- 2011-2012 : The Walking Dead : Patricia (rôle récurrent - 11 épisodes)
- 2013 : Bonnie and Clyde: Dead and Alive : Mom Johnson (1 épisode)
- 2014 : Rectify : Debbie Wages (1 épisode)
- 2015 : Nashville : la caissière (1 épisode)
- 2017 : Outcast : la jeune femme mince (2 épisodes)
- 2017 : Queen Sugar : Nadine Barrett (1 épisode)
- 2018 : Hap and Leonard : Maude (5 épisodes)
- 2017-2019 : Living the Dream : Larissa (4 épisodes)

## Voix françaises
- Sandrine Cohen dans :
  - Magic Mike XXL (film)
- Sylvie Ferrari dans :
  - Outcast (série télévisée)
- Jessie Lambotte dans :
  - Hap and Leonard (série télévisée)

 Source et légende : version française (VF) sur RS Doublage